# Bruce D. Roth
Bruce D. Roth (* 1952) ist ein US-amerikanischer Chemiker, bekannt für die Entwicklung des cholesterinsenkenden Medikaments Atorvastatin, das unter dem Markennamen Lipitor eines der meistverkauften Medikamente weltweit (Stand 2003) wurde.
1976 erhielt Roth seinen Bachelor-Abschluss vom St. Joseph´s College in Philadelphia und 1981 wurde er bei George Kraus an der Iowa State University in organischer Chemie promoviert. Ab 1982 arbeitete er für die Pharmafirma Parke-Davis in Ann Arbor. Dort entwickelte er in den 1980er Jahren Atorvastatin, das das Enzym HMG-CoA-Reduktase hemmt, welches wiederum die Geschwindigkeit der Cholesterin-Synthese im Körper steuert. Er war auf der Suche nach einem Wirkstoff, der eine ähnliche Wirkung wie die aus Pilzen bekannten Statine hat. Atorvastatin wurde 1986 patentiert. 1986 wurde Roth Research Associate bei Parke-Davis, 1988 Senior Research Associate, 1990 Abteilungsleiter, 1992 Direktor für Arteriosklerose, Entzündungen und Chemie-Exploration. Danach hatte er Managementpositionen inne, ab 2000 – als die zuvor von Warner-Lambert übernommenen Firma Parke-Davis an Pfizer überging – war er Vizepräsident für den Bereich Chemie bei Pfizer Global Research. 2007 ging er zu Genentech als Vizepräsident für Small Molecule Drug Discovery.
Als Lipitor kam Atorvastatin 1997 auf den Markt.
1996 bis 2007 war Roth Adjunct Professor an der University of Michigan.
2003 erhielt er den ACS Award for Creative Invention. 2008 wurde er Hero of Chemistry der American Chemical Society, 2013 erhielt er die Perkin Medal und 2015 erhielt er den NAS Award for Chemistry in Service to Society.
Er hält über 40 Patente.